# Krummer Bach
Der Krumme Bach entspringt im nördlichen Hohen Fläming beim zu Buckautal gehörenden Dorf Buckau und entwässert nach Nordosten zur Buckau und über diese zur Havel. Er läuft der Buckau von links zu.

## Verlauf
Das knapp einen Kilometer lange Flämingfließ entspringt am Nordhang eines zum Hohen Fläming gehörenden 87 Meter hohen Hügels zwischen den Dörfern Buckau, Dretzen und Rottstock im Forst Schweinitz. Zunächst fließt der Krumme Bach nach Norden, schwenkt nach nicht ganz fünfhundert Metern nach Osten bis Nordosten. Er nimmt ein kleines Fließ von rechts auf. Nach insgesamt neunhundert Metern erreicht der Krumme Bach Buckau, wo er in den gleichnamigen Fluss einmündet. Das Einzugsgebiet des Flusses beträgt etwa fünf Quadratkilometer.

## Schutzgebiete
Der Krumme Bach liegt vollständig im Naturpark Hoher Fläming, im Landschaftsschutzgebiet Hoher Fläming-Belziger Landschaftswiesen und im FFH-Gebiet Buckau und Nebenfließe. Teile sind als geschützte Biotope ausgewiesen.